# 투오지앙고사우루스
투오지앙고사우루스(Tuojiangosaurus)는 중생대 쥐라기 후기(1억 6,500만년-1억 4,500만년 전)에 서식했던 초식공룡이다. 조반목-검용하목-스테고사우루스과에 속한다. 학명은 중국의 화석발견지의 지명에서 유래하여 '투오지앙의 도마뱀'이라고 하는 의미를 갖는다. 몸 전체 길이는 약 6m~7m, 높이는 2m~2.5m, 체중은 2.5t~4t가량 나갔을 것으로 추정된다. 어깨부분에 가시가 돋아 있는 검룡으로 목 부분은 다른 검룡보다 머리를 낮게 유지할 수 있는 구조로 되어 있어 지면의 식물을 주로 먹고 생활했을 것으로 추측된다. 4족보행이지만 2족으로 일어설 수도 있었다.

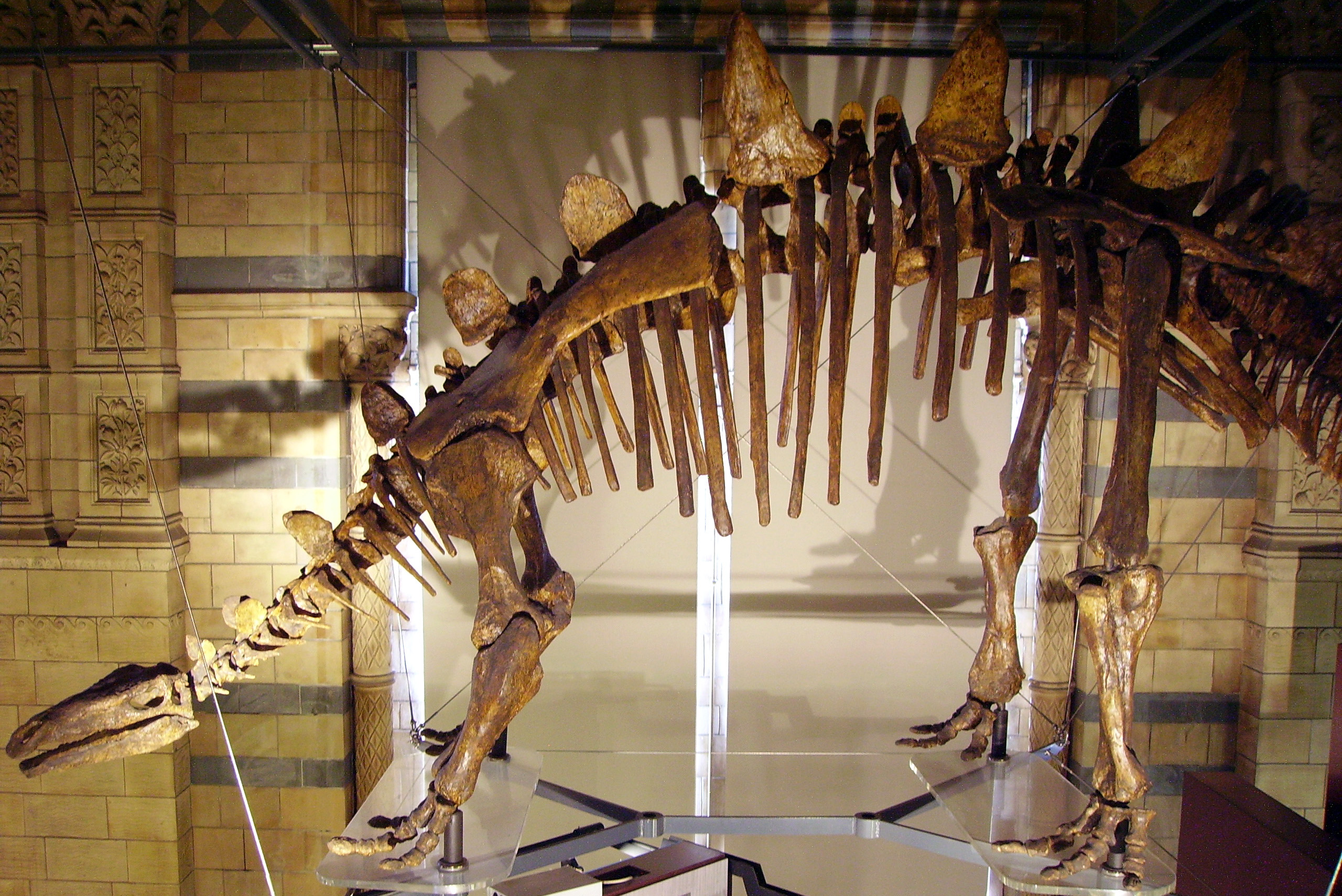
골격 1
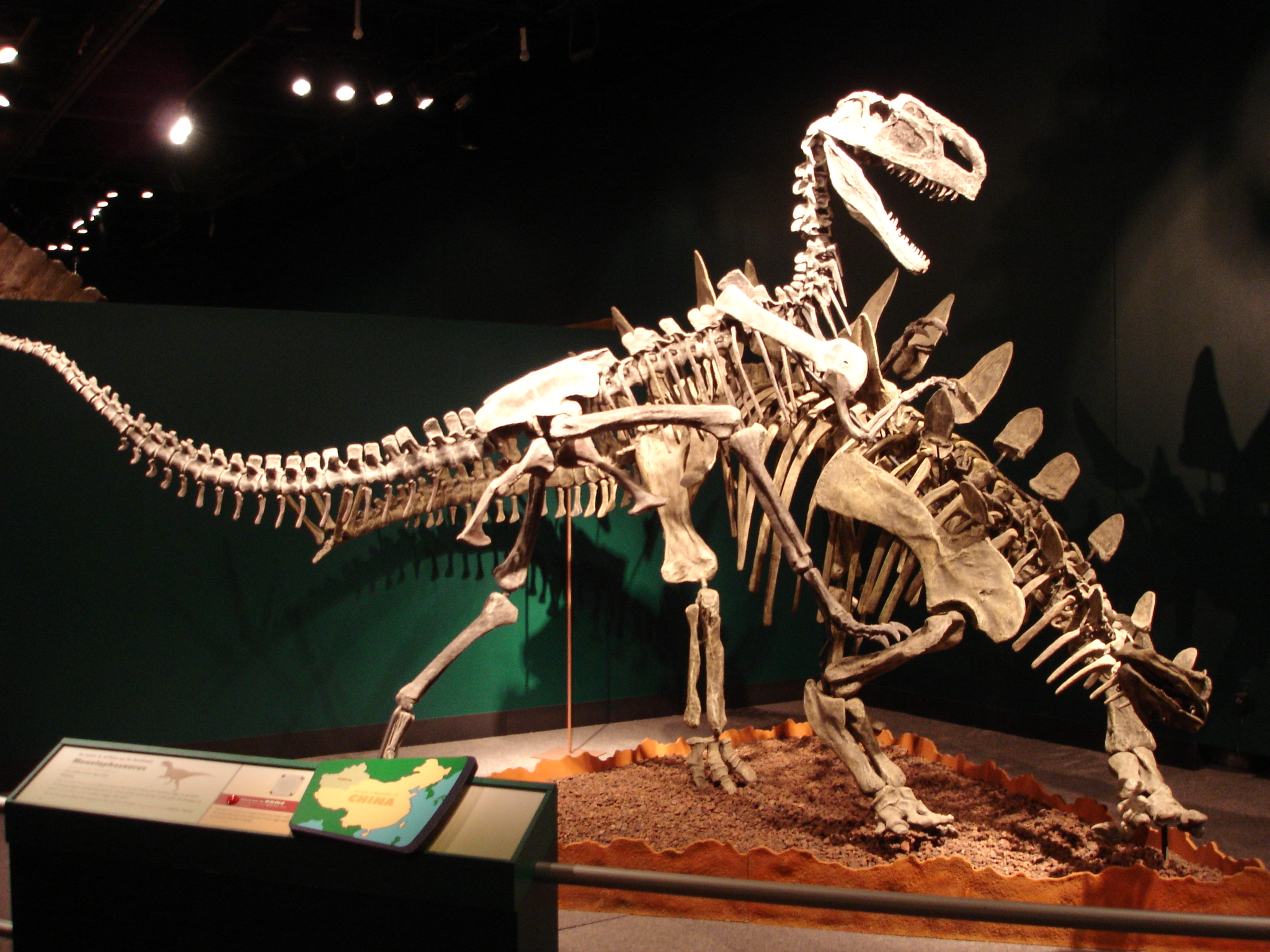
골격 2
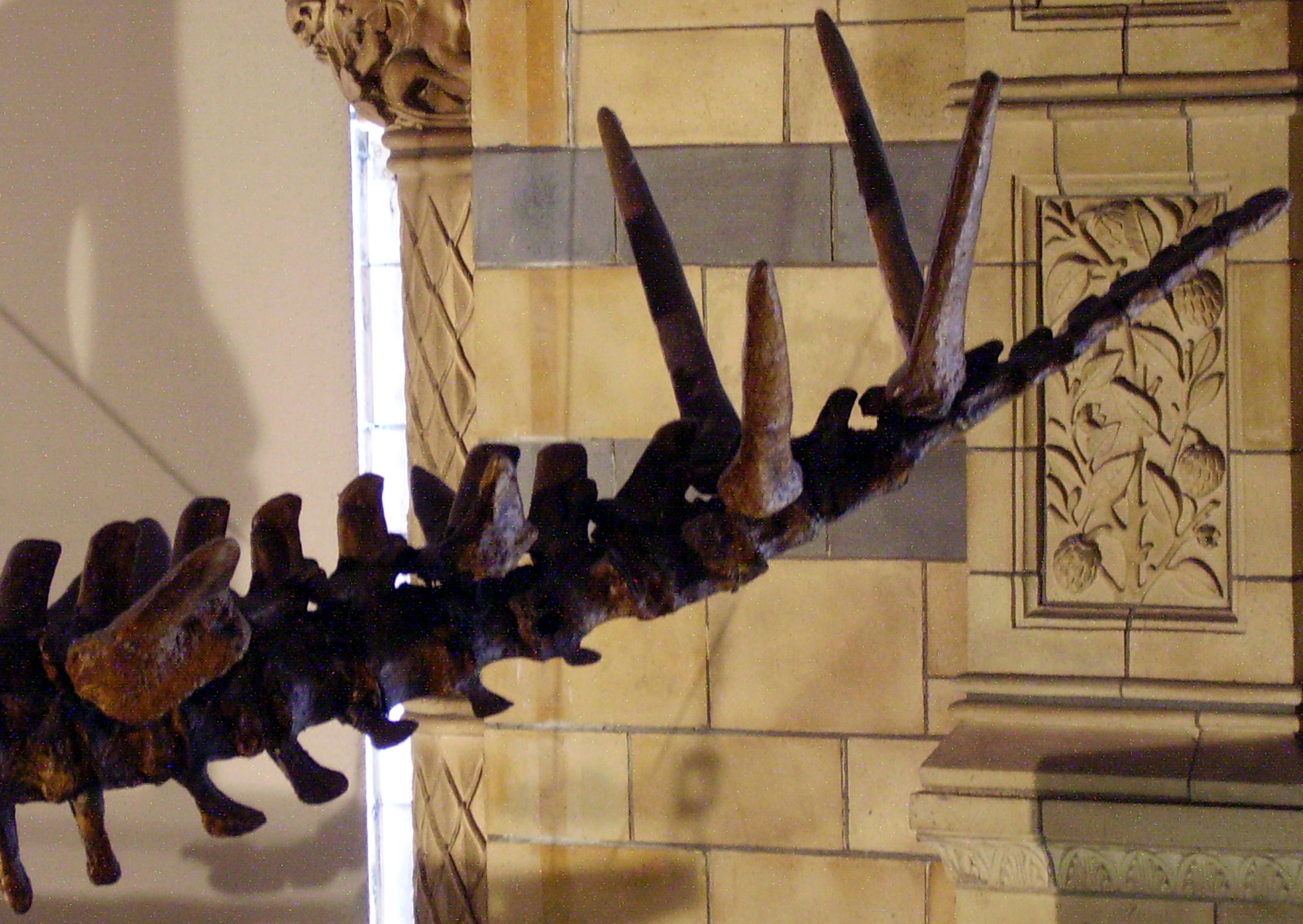
꼬리부분